# Liane Bahler
Pour les articles homonymes, voir Bahler.
Liane Bahler, née le 22 janvier 1982 à Gotha (Allemagne) et morte le 4 juillet 2007, est une cycliste allemande.

## Biographie
Sixième aux Championnats du monde juniors 1999 puis huitième en 2000, Liane Bahler passe professionnelle en 2001 et remporte une étape du Tour de l'Aude en 2002 puis la classique Cologne-Hurth en 2006. Elle a également terminé 5e du Tour Féminin-Krasna Lipa en 2005  et 2e du Tour de la Drôme 2006. Avant son transfert chez l'équipe professionnelle néerlandaise Therme Skin Care en 2006 elle portait les couleurs de l'équipe allemande Nürnberger Versicherung. Elle courait pour l'équipe professionnelle italienne Fenixs-HPB depuis le début de la saison 2007. 
Elle trouve la mort à 25 ans dans un accident de la route en Allemagne alors qu'elle se rendait à l'aéroport pour aller disputer le Tour d'Italie féminin.

## Palmarès sur route
- 2000
  - 8e du championnat du monde espoirs
- 2002
  - 5e étape du Tour de l'Aude
- 2003
  - Championne d'Allemagne de course de côte
- 2004
  - 4e étape de Albstadt Etappenrennen
- 2006
  - Cologne-Hurth
  - 2e du Tour de la Drôme